# Uppbo tjärn
Uppbo tjärn är en sjö i Säters kommun i Dalarna och ingår i Dalälvens huvudavrinningsområde. Sjön har en area på 0,073 kvadratkilometer och ligger 84,1 meter över havet. Sjön avvattnas av vattendraget Nyängsån.
Sjön ligger strax intill Uppbo och Nedernora och genomflyts av Uppboån.

## Delavrinningsområde
Uppbo tjärn ingår i delavrinningsområde (669857-150380) som SMHI kallar för Mynnar i Dalälvens vattendragsyta. Medelhöjden är 93 meter över havet och ytan är 2,79 kvadratkilometer. Räknas de 14 avrinningsområdena uppströms in blir den ackumulerade arean 121,46 kvadratkilometer. Nyängsån som avvattnar avrinningsområdet har biflödesordning 2, vilket innebär att vattnet flödar genom totalt 2 vattendrag innan det når havet efter 171 kilometer. Avrinningsområdet består mestadels av skog (11 procent) och jordbruk (77 procent). Avrinningsområdet har 0,05 kvadratkilometer vattenytor vilket ger det en sjöprocent på 1,9 procent.